# Droga wojewódzka nr 318
Droga wojewódzka nr 318 (DW318) – droga wojewódzka o długości 16 km, łączącą Sławę (Dw 278) z (DW 315) w miejscowości Lubięcin.
Droga położona jest na terenie województwa lubuskiego (powiat wschowski) oraz na terenie powiatu zielonogórskiego i nowosolskiego.

## Miejscowości leżące przy trasie DW 318
- Sława (DW 278) – Obwodnica
- Radzyń
- Kuźnica Głogowska
- Tarnów Jezierny (DW 325)
- Dąbrówno
- Lubięcin (DW 315)